# Медаль Незалежності Литви
Меда́ль Незале́жності Литви́ (лит. Lietuvos nepriklausomybės medalis — державна нагорода Литовської Республіки, заснована у 1928 році в честь 10-річчя Незалежності Литовської Держави.

## Історія
У 1940 році, після окупації Литви радянськими військами та приєднання її до СРСР, нагороду було скасовано.
Верховна Рада Литовської Республіки 12 вересня 1991 законом «Про ордени, медалі та інші відзнаки» Nr.I-1799 відродила всі державні нагороди, що існували в Литві з 1 вересня 1930 року, крім медалі Первістків Війська.

## Положення про нагороду
|  | Цей розділ статті ще не написано . Ви можете допомогти проєкту, написавши його. |
|  | Цей розділ статті ще не написано. Ви можете допомогти проєкту, написавши його.  |

| Лицьова сторона        | Зворотна сторона | Деталі |
| ---------------------- | ---------------- | ------ |
|                        |                  |        |
|                        |                  |        |
| медаль 1928–1940 років |                  |        |
|                        |                  |        |